# محور وطائي نخامي غدي تناسلي

المحور الوطائي النخامي الغدي التناسلي

يشير المحور الوطائي النخامي التناسلي (بالإنجليزية اختصارًا: HPG axis) إلى اجتماع الوطاء (تحت المهاد) والغدة النخامية والغدد التناسلية كما لو كانت هذه الغدد الصماء الفردية كيانًا واحدًا. إذ تعمل هذه الغدد غالبًا بتناسق فيما بينها، ويجد اختصاصيّو الفيزيولوجيا واختصاصيّو الغدد الصم أن الحديث عنها كنظام واحد هو أمر مناسب ووصفي.
يلعب المحور الوطائيّ النخاميّ الغديّ التناسليّ دورًا حاسمًا ومهمًا في نمو عدد من أجهزة الجسم وتنظيمها، مثل الجهاز التناسلي والجهاز المناعي. تؤدي التقلبات في هذا المحور إلى تغيرات في الهرمونات التي تنتجها كل غدة على حدة، والتي لها تأثيرات متعددة سواء موضعية أو جهازية على الجسم.
يتحكم المحور في نمو الحيوانات وتكاثرها ونضجها. يُنتَج ويُفرَز الهرمون المطلق لموجهة الغدد التناسليّة من قبل عصبونات منطقة ما تحت المهاد. ويُنتِج الجزء الأمامي من الغدة النخامية (النخامية الأمامية) الهرمون الملوتن والهرمون المنبه للجريب، وتُنتِج الغدد التناسلية هرمون الإستروجين وهرمون التستوستيرون.
في الكائنات البيوضة (مثل الأسماك والزواحف والبرمائيات والطيور)، يُشار إلى محور إتش بّي جي عادةً باسم المحور الوطائي - النخامي - التناسلي - الكبدي (محور إتش بّي جي إل) عند الإناث، إذ تُصنّع العديد من بروتينات صفار البيض والبروتينات المشيمية بشكل متغاير في الكبد، وهي ضرورية لنمو الخلية البيضية وتطورها. ومن أمثلة تلك البروتينات الكبدية الضرورية، الفيتيلوجينين والكوريوجينين.
يعد كلٌّ من المحور الوطائي النخامي الكظري والمحور الوطائي النخامي التناسلي والمحور الوطائي النخامي الدرقي ثلاثة سبل تدير من خلالها منطقة تحت المهاد والغدة النخامية وظائفها العصبية الصماوية.

## الموقع والتنظيم
يقع الوطاء (تحت المهاد) في الدماغ، ويفرز الهرمون المطلق لموجهة الغدد التناسلية. ينتقل هذا الهرمون إلى الأسفل باتجاه الجزء الأمامي من الغدة النخامية عبر الجهاز النخامي البوابي ويرتبط بمستقبلات على الخلايا الإفرازية في النخامية الغدية. واستجابةً إلى تنبيه هرمون جي إن آر إتش، تُنتِج هذه الخلايا هرموني «إل إتش» و«إف إس إتش» اللذين ينتقلان إلى مجرى الدم.
يلعب هذان الهرمونان دورًا مهمًا في التواصل مع الغدد التناسلية. إذ يعملان عند الإناث بشكل أساسي على تنشيط المبيضين لإنتاج الإستروجين والإنهيبين، بالإضافة إلى تنظيم الدورة الشهرية وعمل المبيضين. يشكل هرمون الإستروجين حلقة ارتجاع سلبي (أو تغذية راجعة سلبية) عن طريق تثبيط إنتاج هرمون جي إن آر إتش في الوطاء. يعمل الإنهيبين على تثبيط الأكتيفين، وهو هرمون مُنتج محيطيًا ويُنبه الخلايا المنتجة لهرمون جي إن آر إتش بشكل إيجابي. يُثبط الفوليستاتين -الذي يُنتَج أيضًا في كل أنسجة الجسم- عمل الأكتيفين ويعطي بقية الجسم القدرة على التحكم بالمحور بشكل أكبر. أما عند الذكور، يُنبه الهرمون الملوتن (إل إتش) الخلايا الخلالية الموجودة في الخصيتين لإنتاج هرمون التستوستيرون، ويلعب هرمون إف إٍس إتش دورًا في عملية تكوّن الحيوانات المنوية (الإنطاف). تُفرز كميات صغيرة فقط من هرمون الإستروجين عند الذكور. أظهرت الأبحاث الحديثة وجود محور ستيرويدي عصبي يساعد القشرة الدماغية على تنظيم إنتاج هرمون جي إن آر إتش من قبل الوطاء.
بالإضافة إلى ذلك، يوجد لهرموني اللبتين والإنسولين تأثيرات تنبيهية، وللجريلين تأثيرات مثبطة لإفراز هرمون جي إن آر إتش من قبل الوطاء. يؤثر أيضًا الكيسبيبتين على إفراز الهرمون المطلق لموجهة الغدد التناسليّة.

## الوظائف

### التكاثر
من أهم وظائف المحور الوطائي - النخامي - التناسلي تنظيم التكاثر أو الإنجاب عن طريق التحكم بالدورات الرحمية والمبيضية. عند الإناث، تُساعد حلقة الارتجاع الإيجابي (أو التغذية الراجعة الإيجابية) بين هرمون الإستروجين والهرمون الملوتن على تحضير الجريب المبيضي والرحم من أجل عملية الإباضة والانغراس (أي انغراس البويضة الملقحة في الرحم). عندما تتحرر البويضة من الجريب، يبدأ كيس الجريب الفارغ بإنتاج هرمون البروجسترون الذي يثبط الوطاء والنخامية الأمامية، وبالتالي إيقاف حلقة التغذية الراجعة الإيجابية ما بين الهرمون الملوتن وهرمون الإستروجين. في حال حدوث الحمل، ستتولى المشيمة إفراز البروجستيرون؛ وبالتالي لن تستطيع الأم الإباضة مرة أخرى. وإذا لم يحدث الحمل، فإن انخفاض إفراز البروجستيرون سيسمح للوطاء بإعادة إفراز هرمون جي إن آر إتش. تتحكم مستويات الهرمونات هذه أيضًا بالدورة الرحمية (أي الدورة الشهرية)، إذ ستجعل بطانة الرحم في الطور التكاثري استعدادًا للإباضة وفي الطور الإفرازي بعد حدوث الإباضة وستُسبب الطمث في حال عدم حدوث الحمل. يؤدي تنشيط محور إتش بّي جي أيضًا عند كل من الذكور والإناث خلال فترة البلوغ إلى اكتسابهم للصفات الجنسية الثانوية.
يتشابه إنتاج هرمون «جي إن آر إتش» وهرموني «إل إتش» و«إف إس إتش» عند الذكور، لكن تأُثيرات هذه الهرمونات مختلفة. ينبه هرمون إف إس إتش الخلايا الداعمة لتحرير البروتين الرابط للأندروجين الذي يعزز من ربط التستوستيرون. ويرتبط الهرمون الملوتن بالخلايا الخلالية ويجعلها تُفرز هرمون التستوستيرون الذي يُعد هرمونًا ضروريًا للتكون الطبيعي للخلايا المنوية وتثبيط الوطاء. يُنتَج الإنهيبين من قبل الخلايا المولدة للنطاف من خلال تثبيط كل من الأكتيفين والوطاء. تبقى مستويات الهرمونات هذه ثابتة نسبيًا بعد البلوغ.

### دورة الحياة
يساعد أيضًا تنشيط محور إتش بّي جي وتعطيله على تنظيم دورات الحياة. عند الولادة، ترتفع مستويات هرموني إف إٍس إتش وإل إتش، ويوجد لدى الإناث مخزون كاف طوال حياتهن من الخلايا البيضية الأولية. تنخفض هذه المستويات وتبقى منخفضة خلال مرحلة الطفولة. وخلال فترة البلوغ، يُنشط محور إتش بّي جي عن طريق إفراز هرمون الإستروجين من المبيضين أو التستوستيرون من الخصيتين. يُسبب هذا التنشيط من قبل هرموني الإستروجين والتستوستيرون تغييرات فيزيولوجية ونفسية. وبمجرد تفعيل المحور وتنشيطه، سيستمر بالعمل عند الرجال لبقية حياتهم، لكنه سيُصبح غير منظّم عند النساء، ما يؤدي في النهاية إلى حدوث انقطاع الطمث. يحدث هذا الخلل عند الإناث بشكل أساسي بسبب انخفاض عدد الخلايا البيضية التي تُنتِج الإستروجين بشكل طبيعي لإنشاء حلقة التغذية الراجعة الإيجابية. وبعد عدة سنوات، ينخفض نشاط محور إتش بّي جي وتُصبح النساء غير مخصبات.
على الرغم من أن الذكور يبقون مخصبين حتى الموت، فإن نشاط محور إتش بّي جي ينخفض عندهم أيضًا. فمع تقدم الرجال في العمر، ينخفض إنتاج هرمون التستوستيرون من قبل الخصيتين ما يؤدي إلى حدوث حالة تُعرف باسم قصور الغدد التناسلية بعد البلوغ. السبب وراء انخفاض هرمون التستوستيرون غير واضح تمامًا وما يزال قيد الدراسة والبحث. ينجم عن قصور الغدد التناسلية بعد البلوغ انخفاض مترقٍ في الكتلة العضلية، وزيادة في كتلة الدهون الحشوية، وانخفاض الرغبة الجنسية، وتحدث العنانة (أو العجز الجنسي) وضعف الانتباه، ويزداد خطر حدوث الكسور وإنتاج حيوانات منوية شاذة وغير طبيعية.

### مثنوية الشكل الجنسية والسلوك الجنسي
(يُقصد بمثنوية الشكل الجنسية اختلاف الميزات الشكلية بين الذكور والإناث من نفس النوع، كالشكل واللون والحجم).
تؤثر الستيرويدات الجنسية أيضًا على السلوك، لأنها تؤثر على بنية الدماغ ووظيفته. في أثناء التطور، تساعد الهرمونات في تحديد كيفية حدوث مثنوية الشكل الجنسية نتيجة تشابك العصبونات وهجرتها. تؤدي هذه الاختلافات الجسدية إلى اختلافات في السلوك. ومع أن الهرمون المطلق لموجهة الغدد التناسلية لم يُظهر تأثيرًا مباشرًا في تنظيم بنية الدماغ ووظائفه، إلا أن موجهة الغدد التناسلية والستيرويدات الجنسية والأكتيفين أظهروا امتلاكهم لمثل هذه التأثيرات. يُعتقد أن لهرمون إف إٍس إتش دورًا مهمًا في نمو الدماغ وتطوره وتمايزه.
أظهرت مستويات التستوستيرون ارتباطها بالسلوك المؤيد للمجتمع. يساعد هذا على تكون المشابك العصبية عبر تعزيز التطور العصبي والهجرة العصبية. يعزز الأكتيفين المطاوعة العصبية طوال الحياة وينظم النواقل العصبية في العصبونات المحيطة.